# Лозово-Грушеве
Лозово-Гру́шеве — село в Україні, у Лебединській міській громаді Сумського району Сумської області. Населення становить 4 особи.

## Географія
Село Лозово-Грушеве знаходиться біля витоків річки Лозова, нижче за течією на відстані 1,5 км розташоване село Олександрівка. На відстані 1,5 км розташовані села Степне, Новосільське і Байрак.

## Історія
12 червня 2020 року, відповідно до Розпорядження Кабінету Міністрів України № 723-р «Про визначення адміністративних центрів та затвердження територій територіальних громад Сумської області», увійшло до складу Лебединської міської територіальної громади.
19 липня 2020 року, після ліквідації Лебединського району, село увійшло до Сумського району.

## Пам'ятки
- Лозовогрушевий заказник — ботанічний заказник місцевого значення.